# Bass Culture (album)
Bass Culture è un album musicale del poeta dub Linton Kwesi Johnson.

## Tracce
1. Bass Culture – 6:04
2. Street 66 – 3:43
3. Reggae Fi Peach – 3:09
4. Di Black Petty Booshwah – 3:36
5. Inglan Is A bitch – 5:26
6. Loraine – 4:08
7. Reggae Sounds – 3:09
8. Two Sides of Silence – 2:13